# Несь (река)
Несь — река в России, протекает в Ненецком автономном округе, на юге полуострова Канин. Берёт начало из озера Несь. Длина реки составляет 151 км. Устье реки находится в 7 милях к юго-западу от мыса Михайловский на Конушинском берегу. Река протекает среди песчано-глинистых берегов, покрытых редким смешанным лесом. Устье реки открыто для западных ветров, волнение заходит в него только во время прилива, а во время отлива разбивается на прибрежной осушке. Правый берег устья реки низменный и покрыт низкорослым кустарником; высокий левый берег представляет собой песчано-глинистый обрыв с тремя приметными песчаными сопками Туркины. На правом берегу реки, примерно в 6 милях от устья, расположено село Несь Канинского сельсовета.

## Данные водного реестра
По данным государственного водного реестра России относится к Двинско-Печорскому бассейновому округу, водохозяйственный участок реки бассейна Белого моря от мыса Воронов до мыса Канин Нос.
Код объекта в государственном водном реестре — 03030000312103000050984.

### Карты
- Лист карты Q-38-15,16. Масштаб: 1 : 100 000. Указать дату выпуска/состояния местности.
- Лист карты Q-38-66-A,B — ФГУП «ГОСГИСЦЕНТР»